# Club Social y Deportivo Huracán Buceo
El Club Social y Deportivo Huracán Buceo es un club de fútbol uruguayo, de la ciudad de Montevideo, fundado en 1937. Su sede social se encuentra instalada dentro del predio de su estadio, el Parque Huracán. 
Después de haber estado varios años desafiliado del fútbol profesional, volvió en 2017 a disputar la Primera División Amateur de Uruguay. 
Comparte su clásico rival con Club Atlético Basáñez pero su rivalidad histórica y más popular es con el Club Atlético Bella Vista

## Historia
El club se fundó en 1937 por muchachos de la zona del Buceo, y lo llamaron Huracán. La primera camiseta era parecida a la de Chacarita Juniors (colores principales), luego se utilizó una parecida a la de Central (pero con cuello negro) y en el 1942 se usó una a mitades negra y roja (parecida a la de Newell's). En ese año es que Hugo Baeza bautiza al cuadro como Huracán Buceo «para distinguirlo de todos los demás Huracanes que había en la ciudad y además haciendo coincidir las iniciales del club con las mías propias».[cita requerida] Finalmente vendrá la tradicional camiseta de tres bandas verticales: negra, blanca y roja. El equipo jugaba en sus inicios en varias ligas de menores, y luego de mayores, a nivel aficionado.
Recién en 1947 comienza la época formal del joven cuadro de fútbol, transformado ahora sí en club, al lograr su personería jurídica. Ese año se realizó la 1.ª sesión del Club Atlético Huracán Buceo. En 1950 se afilia a la Liga «El Diario», aunque no era en principio aceptado a causa de los incidentes que venía provocando su hinchada, y el equipo se renombra como Edison Huracán Buceo (Edison era el nombre de una subzona del Buceo). Sale campeón los dos años, pero la liga desaparece, luego de destrozos en la sede de Racing provocados por la propia hinchada de Huracán.
El club se afilia a la AUF y debuta entonces en campeonatos oficiales el 21 de junio de 1952, venciendo a Fraternidad 3:1. Ese año, vence en la final (disputada en el Estadio Centenario, como preliminar de un clásico por Copa Montevideo) a Platense 3:1 y es campeón de Extra «B». En Extra «A» sale segundo en 1953 y campeón en 1954, ya con el nombre original de Huracán Buceo, ascendiendo a Intermedia. Ya en Intermedia logra el título en 1960, ascendiendo a Primera «B». Milita un solo año en esa divisional y desciende por primera vez en su historia. Vuelve a salir campeón de Intermedia en 1967.

### El «Boom» de Huracán Buceo

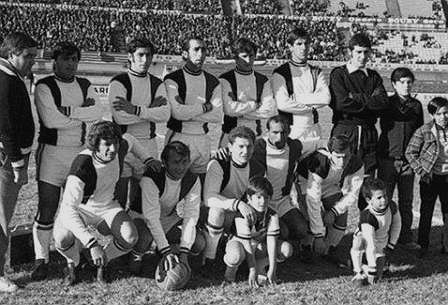
En 1970 Huracán Buceo finalizó tercero en el torneo.

Huracán realizó una gran campaña en la Segunda División en los años 60. En 1968, fue un verdadero fenómeno de masas: más de 150.000 entradas vendidas en la campaña. Perdió la final por el ascenso a Primera frente al Bella Vista con el Estadio Centenario repleto (53.583 entradas vendidas). En esta campaña se populariza el Topo Gigio como mascota oficial del club, situación que se mantiene hasta el día de hoy.
Finalmente, en 1969 logra el campeonato de la "B" y el tan ansiado ascenso a la Primera División, disputando el partido final frente a Montevideo Wanderers en la cancha de Juventud de Las Piedras, ganando este partido por 4 a 1. Luego del partido se generó una gran caravana, que muchos compararon a los festejos del Mundial del 50, que realizó su ingreso triunfal al Buceo por la calle Comercio, pasando por una "A" gigante que iba de vereda a vereda para culminar en la sede de la calle Ramos. Desde entonces permanece en forma casi ininterrumpida, participando varias veces en el torneo Liguilla Pre-Libertadores de América.
En el campeonato de Primera División de 1970, logró un gran 3.º puesto, siendo el «campeón de los chicos», clasificando a la Recopa Sudamericana de clubes, lo que hubiese sido su primera participación internacional en Conmebol, si no hubiesen renunciado a participar. Milita mucho tiempo en la máxima categoría, hasta que en 1991, después de 22 temporadas ininterrumpidas en Primera «A», Huracán Buceo pierde la categoría. Si bien se logra subir a la «A» al año siguiente, se vuelve a descender por segunda vez en tres años.

### Primera División (1970-1991)

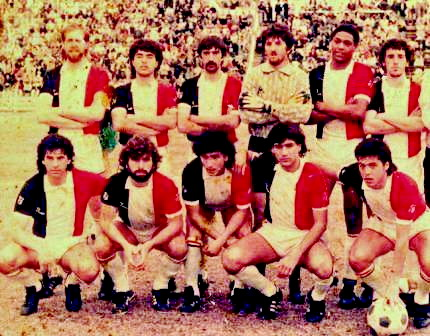
Plantel de Huracán Buceo de la década de 1980.

1970 es la continuación de lo hecho en los tres años anteriores. El Hura sigue llenando estadios, y logra ahora en la "A" algo inédito: le da batalla a los grandes en la cancha y también en la tribuna, donde es difícil decir quien convoca más adhesión. El periodista Juan Ángel Miraglia, en la revista Deportes, describía el fenómeno con estas palabras: "(...) la primera comprobación registrada en el Centenario, fue que en materia de respaldo popular el "chico" estaba en número a la par del "grande". Y que en materia de entusiasmo, de apoyo y de pirotecnia, en las tribunas prevalecía la institución de la playa, confirmando ese fenómeno social y deportivo que indudablemente ha impuesto ya Huracán Buceo (...)".
En ese año el Hura obtiene el por entonces llamado torneo de los chicos al obtener la 3.ª ubicación. Hay que recordar que por esa época solo Nacional y Peñarol eran aspirantes al título, no habiendo nunca obtenido él mismo ningún otro equipo. A principios de 1971, tras esa campaña, el contratista Samuel Ratinoff, organizador de la tradicional Copa Montevideo, un torneo de verano en el que Peñarol y Nacional participaban junto a importantes equipos extranjeros, invita a Huracán Buceo a jugar la misma. La razón es sencilla: la gran convocatoria de Huracán es directamente proporcional a sus pretensiones económicas. Por si esto fuera poco su participación no origina gastos de traslado ni de alojamiento. Pero pese a eso, Nacional y Peñarol vetan a Huracán Buceo y amenazan al contratista con autoexcluirse de la competencia, lo cual lo deja sin salida. A partir de allí y después de un buen 1972, Huracán perderá su ascendente nivel deportivo y salvo algunos torneos como la liguilla del ´75, donde en un hecho inusual para la época se estuvo a punto de clasificar para la copa Libertadores, el equipo se estacionará de la mitad de la tabla hacia abajo.
Es en 1971, también, que Huracán adquiere el castillo Brena como sede social y deportiva, tras el pase de Luis Villalba. Dicha propiedad, estaba stiada en la rambla del Buceo, frente a la Punta Gomensoro. Lamentablemente, esta joya arquitectónica fue demolida a principios de los 90, por la directiva de la época encabezada por Eugenio Figueredo. A partir de 1973, tras el golpe de Estado, al prohibirse el derecho de reunión, se terminan las caravanas y la gente en las calles del barrio. Pero en las canchas Huracán Buceo sigue provocando verdaderas manifestaciones de varios miles de personas.
Es en 1973 y 74 cuando se realizan las giras a España, donde el Hura derrota a importantes clubes como el Rayo Vallecano y el Albacete, entre otros.
El 12 de mayo del 79, ante 15.000 enfervorizados hinchas vence a Colón en la final del torneo Especial de 1.ª "B". Allí, con una impresionante caravana desde el Centenario al Buceo, se cierra para Huracán una época en la que pedir lo imposible era el mayor de los realismos.
1985 marca otro hito en la historia del Club: el sueño de Ramón Esnal y tantos otros luchadores de la causa huracanense se concreta: se inaugura el Parque Huracán y el Buceo se estira hacia el norte. El acontecimiento es de tal importancia que a raíz de ello la Asociación de la Prensa Deportiva le otorga a Huracán Buceo el premio Quijote de ese año.
En la temporada 1991 se produce el descenso a la vieja divisional "B".

### Segunda División (1992-1994 y 1995)
En 1991, después de 22 temporadas ininterrumpidas en Primera "A", Huracán Buceo pierde la categoría.
Paralelamente se decide la venta del Castillo a cambio de 8 apartamentos y 6 garajes en el edificio a construirse en ese predio. Pese al mandato de la asamblea el dinero producido por esta operación es aplicado a la contratación de jugadores. Si bien se logra subir a la "A" al año siguiente, tras un repechaje, de los aproximadamente 500.000 dólares de la operación no queda nada y se vuelve a descender por segunda vez en tres años. Este hecho deja al club en la "B", completamente endeudado y sumergido en una crisis.
Pese a un año 94 muy malo en lo deportivo, Huracán Buceo comienza una etapa de desarrollo que lamentablemente vuelve a frenarse algunos años después, por la inoperancia y oportunismo de algunos dirigentes, que endeudan al club. Estos años marcan, además, el retorno de Huracán al círculo de privilegio al obtener el campeonato de la "B" en 1995.
Dirigidos por Beethoven Javier y tras una buena campaña, el 17 de diciembre de ese año el Hura derrota a Colón en la última fecha del torneo, ante una Bombonera con más de 6.000 espectadores y como en los viejos 60 genera una impresionante caravana que desata el festejo hasta la madrugada. Los titulares de los diarios, referentes a aquella jornada decían: "Un retorno muy esperado: Huracán campeón de la "B" (El País). "Un barrio no llora de casualidad, el Buceo fue un Huracán" (El País); "El Buceo está de fiesta" (La República), entre otros.

### Última etapa en Primera División (1996-2001)

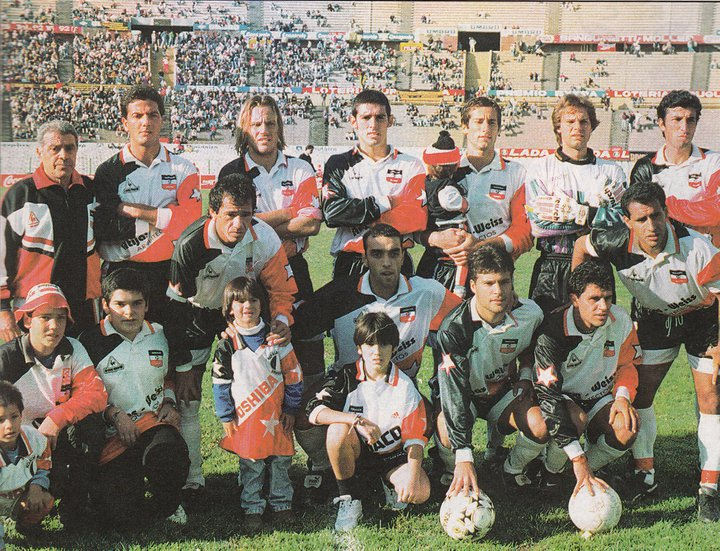
En 1996 el equipo volvió a la Primera División con un gran nivel.

La temporada 1996 tuvo resultados positivos, teniendo en cuenta que el equipo estaba recién ascendido. Un digno 5° puesto el Torneo Apertura, y un destacable 3° puesto para el Clausura, lo mantuvo alejado de la zona de descenso. Lamentablemente el equipo no repitió buenas actuaciones durante la Liguilla, quedando penúltimo y sin chances de clasificar a torneos internacionales.
Finalmente en estos últimos años en primera "A", Huracán Buceo juega por primera vez un torneo internacional, la Copa Conmebol en 1998, en forma por demás digna.
Esta última etapa marcó la aparición de grandes jugadores que vistieron la camiseta "tricoplayera" como: José Carini, Julio "palomo" Rodríguez, Sebastián Pereyra, Diego y Eduardo Jaume, Fernando Cardozo, Pedro Santarcieri, Rubén Alzueta, Christian "pichón" Nuñez, Juan Guillermo Castillo, Raúl Denis, entre otros.

### Segunda División (2001-2004)
Las temporadas en segunda división fueron dispares. La del 2002 y 2003 sin sucesos deportivos. Mientras que la temporada 2004 fue la última en donde el equipo peleó seriamente por un nuevo ascenso a Primera División.
En el Apertura 2004 y al ganar su serie, disputó la final frente a River Plate quien se coronó campeón de dicho Torneo. En partidos ida y vuelta, Huracán Buceo ganó el primero 2 a 1 con tantos de Peter Borges y Christian Nuñez.
El equipo en la primera final formó con: Nicolás Vikonis; Christian Núñez, Flavio Córdoba, Fernando Caballero, Martín Alagia; Eduardo Jaume, Fernando Maceira, Alejandro Cardozo (Eduardo Ballini 90); Diego Maag (Ignacio Zugarramurdi 82); Federico Quesada (Samuel Mosquera 70), y Peter Borges. D.T: Álvaro Regueira.
La actuación no se repitió en la segunda mitad del año, quedando en la 7ª posición de la Tabla Anual.

### Crisis, resurgimiento, vuelta a la crisis 2005-2016
Para la temporada 2007/2008 ya con la vuelta a la presidencia de Mario Migues, Huracán Buceo retorna al fútbol en la Segunda División Profesional de la mano del grupo inversor brasileño "Intersport". Leonardo Schiammarella Neto estuvo a la cabeza del proyecto y de la dirección técnica solo por una temporada.
Durante el trabajo de Intersport en Huracán Buceo, se destaca la recuperación del Parque Huracán, una gira por Río de Janeiro con enfrentamientos ante: Flamengo, Madureira, Olaría, y América entre otros. Divisiones juveniles encabezadas por Leonardo Blanco y la promoción de jugadores juveniles que participaron del primer equipo como Juan Alsina, Ignacio Flores, y Pedro Gautier.
Para la temporada 2008/2009 la crisis deportiva, institucional y económica se agravaría de manera significativa. Ya sin la participación de Intersport, ni Migues como presidente la temporada se desarrolló con muchos escollos y problemas dentro de la institución.
En lo deportivo, el equipo finalizó último en ambos Torneos siendo dirigidos por Enrique Peña/Lirio Morales, Miguel Ángel Puppo y nuevamente Lirio Morales.
En lo institucional, las cosas fueron de mal en peor. Las deudas generadas durante la última temporada no fueron saldadas, el expresidente Guillermo Cedrés renunció a su cargo y el club se encontró en un desconcierto total. Dichos problemas dejaron al club sin poder cumplir con las obligaciones correspondientes y por ende, excluido de los Torneos de la AUF a partir de la temporada 2009/2010.
Ya fuera de los Torneos, la actividad social del club también se vio mermada. Pasajes fugaces de dirigentes e inversionistas hicieron que el Complejo Deportivo también se viniera abajo.
Para el año 2014, vuelve Mario Migues a la presidencia del club y con él un grupo de dirigentes con fuerza para sacar al club del ostracismo total en el que se encontraba sumergido. Deudas de todo tipo y tamaño, juicios laborales, un Complejo Deportivo desmantelado, una cancha abandonada, y las posibilidades de volver al fútbol muy lejanas, fueron el panorama en aquellos años. La reorganización del club comenzó con el ordenamiento institucional y con las posibilidades de mejorar las instalaciones.
En el año 2015 se llega a un acuerdo para llevar adelante un proyecto dentro en sede del club. Con pasos lentos, pero firmes el Complejo Deportivo cada día mejora más, cientos de socios han vuelto a la masa social del club, y muchos otros han confiado en el trabajo realizado para concurrir a diario a practicar deporte en las instalaciones del Club.
De la mano del Complejo Deportivo, el club ha vuelto a participar con planteles federados en deportes como: futsal, balonmano, vóley, hockey sobre patín, entre otros.

### Vuelta al fútbol (2017)

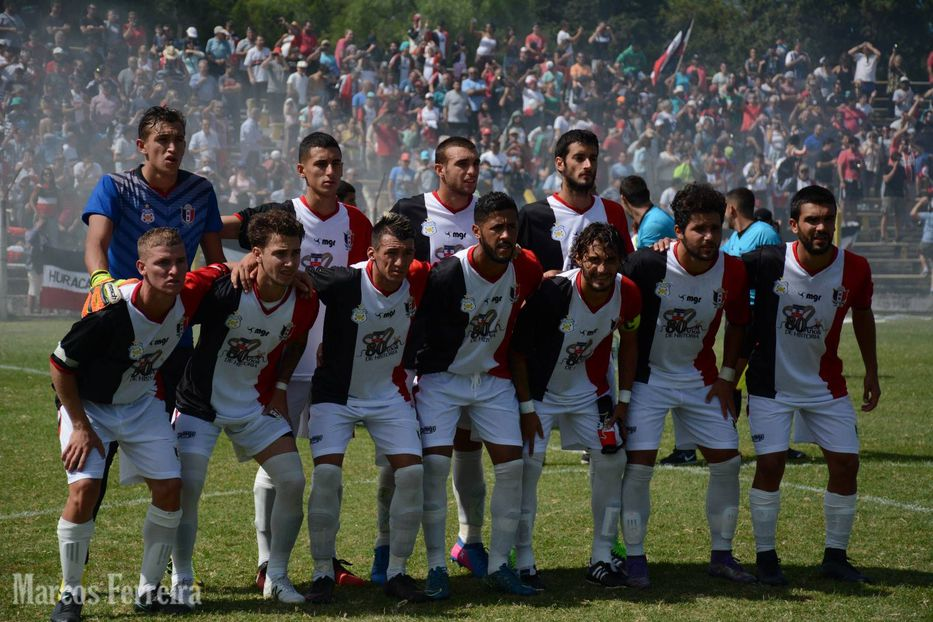
En 2017 volvió Huracán Buceo al fútbol uruguayo.

El gran anhelo de todos los hinchas del Club, se volvió realidad para la temporada 2017. Tras varios meses de negociaciones y problemas internos, finalmente se pudo volver a la actividad de los Torneos de la AUF.
El primer paso fue confirmar a las dos categorías juveniles para ser parte del Torneo Juveniles B. Semanas más tarde, en una definición dramática y en las últimas horas para ser habilitado, finalmente la AUF dio el visto bueno al equipo para disputar el Torneo de Segunda B Nacional. El club mostró una cara más renovada, con un nuevo escudo y un proyecto deportivo para volver a las principales categorías del fútbol uruguayo.[cita requerida]
El 27 de julio de 2017 asumió otro periodo más como Presidente Mario Migues. En esta oportunidad, Claudio Moreira y José Mastandrea lo acompañan como vicepresidentes.
En lo futbolístico el equipo continúa su participación en el Torneo, ocupando la zona media/media alta de tabla de posiciones. Ramiro Roascio fue el entrenador hasta la fecha 10, siendo sustituido por Andrés Matosas. Para el año 2018 asumió la dirección técnica el exjugador de Huracán Buceo (entre otros equipos de Uruguay y el exterior) Julio "Mellizo" Morales. La gerencia del fútbol está bajo el mando de la empresa Artefútbol.[cita requerida]

### Sin gerenciamiento (2019)
El marzo de 2019 asumió otra directiva con el presidente Eduardo Esquivel. En esta oportunidad renuncian 6 de los 8 directivos incluido el presidente.[cita requerida]
A comienzos del año, investigado el contrato con Artefutbol se llama a asamblea extraordinaria dónde se decide dar de baja el contrato con la empresa Artefutbol por las irregularidad por la que se llevó a cabo, el fútbol es gestionado por la Directiva de turno trayendo un Técnico nuevo al igual que el plantel.
Logrando entrar en la liguilla una fecha antes de terminar el apertura y en 6.ª posición.[cita requerida]
El Complejo Deportivo continúa con su actividad a diario y con proyectos a concretar en el mediano y largo plazo. Los planteles continúan representando a la institución con singular suceso, en especial los de balonmano y hockey sobre patín.[cita requerida]

## Datos estadísticos
Datos actualizados para la temporada 2025 inclusive.
- Temporadas en Primera División: 29 (1970-1991 / 1993 / 1996-2001)
- Temporadas en Segunda División: 11 (1961 / 1968-1969 / 1992 / 1994-1995 / 2002-2004 / 2007/08-2008/09)
- Temporadas en Tercera División: 21 (1955-1960 / 1962-1967 / 2017-Presente)
- Temporadas en Cuarta División: 2 (1953-1954)
- Temporadas en Quinta División: 1 (1952)

## Estadio

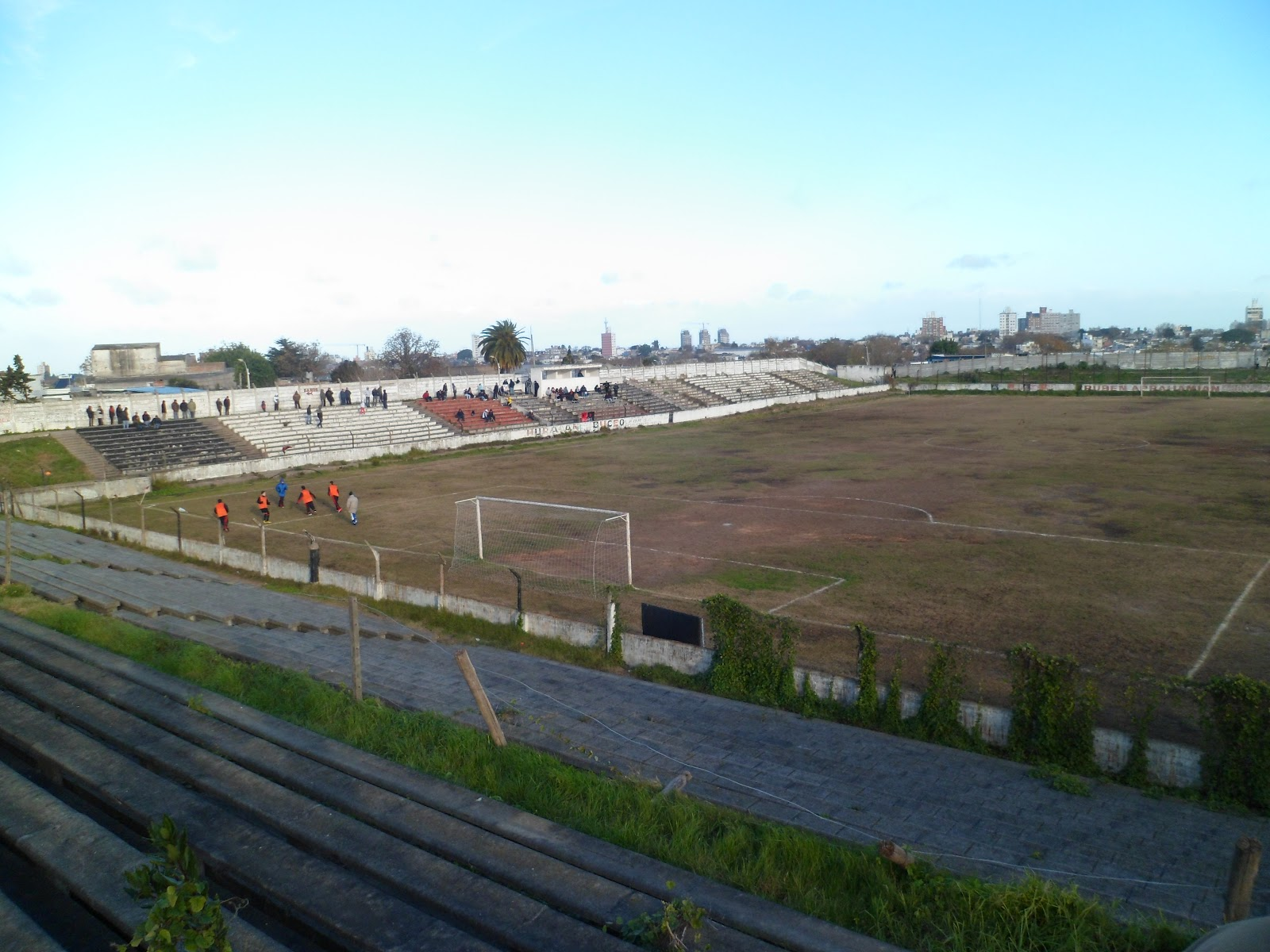
Imagen del estadio.

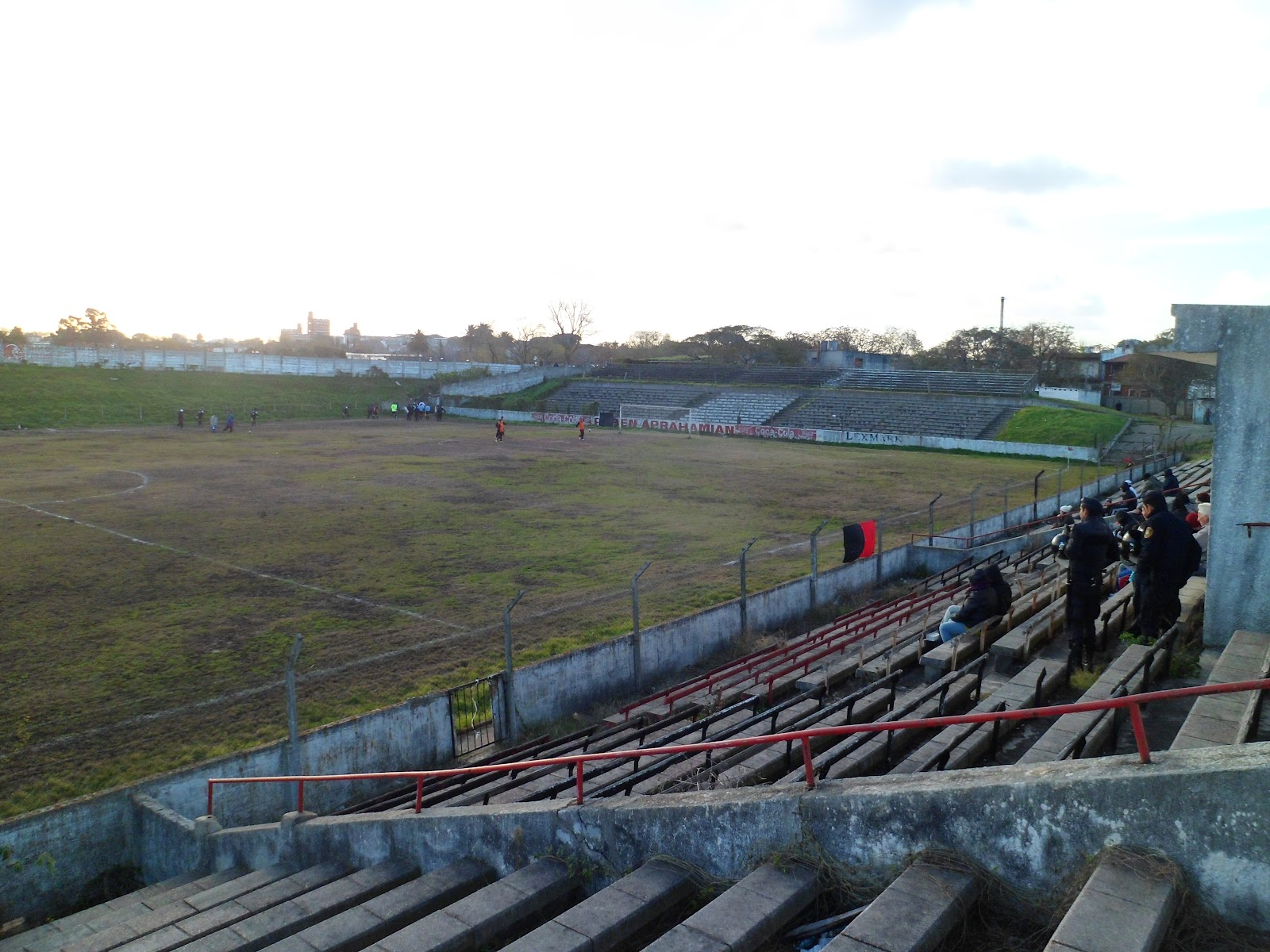
Imagen del estadio.

Su estadio es el Parque Huracán, ubicado en Malvín Norte, con capacidad para 3000 espectadores sentados.
Tiene 2 tribunas de hormigón: La oficial, donde se encuentran las cabinas y el Palco; y el Talud Local, que continúa el estilo de la tribuna oficial pero posee un segundo nivel de tribuna prefabricada. La tribuna frente a la oficial es una loma de pasto y el Talud Visitante (a la izquierda de la Tribuna oficial) es un espacio libre sin construcción alguna.
Con el paso de los años el estado del estadio desmejoró considerablemente. De todas formas, durante el año 2018 y con motivo del retorno de Huracán Buceo al fútbol, un grupo de hinchas, jugadores de divisiones juveniles y sus familias, exjugadores y dirigentes han trabajado de forma incansable para recuperar las instalaciones del estadio "Parque Huracan" y volver a jugar de locales.
La tribuna oficial da hacia la calle Juan José Castro, el talud local hacia Menorca y el talud visitante hacia el Pje. Margot Vera, dentro del barrio La Unión de Montevideo. A su vez, detrás del estadio y próximo a la cancha abandonada del club Albion, se encuentra un espacio que los allegados denominan como Espacio público Hugo Baeza y Aparicio Chagas, en honor a los fundadores del club.

## Uniforme
- Uniforme titular: Camiseta con tres franjas verticales negra, blanca y roja, pantalón negro, medias negras.
- Uniforme alternativo: Camiseta y pantalón blancos con bordes negros.
- Uniforme de tercera opción: camiseta y pantalón negros, con bordes rojos.

## Jugadores destacados
- Wilmar Cabrera
- Gustavo Badell (futbolista)
- Juan Guillermo Castillo
- Alfonso Enrique Domínguez
- Rubén Adrián Silva
- Alexis Noble
- Nicolás Vikonis
- Elvio Pappa
- Ruben Silva
- Jair Goncalves
- Peter Borges

## Palmarés

### Torneos Nacionales (6)
| Competición                                  | Títulos    | Subcampeonatos |
| -------------------------------------------- | ---------- | -------------- |
| Segunda División Profesional (2/2)           | 1969, 1995 | 1968, 1992     |
| Tercera categoría de fútbol en Uruguay (2/0) | 1960, 1967 |                |
| Cuarta categoría de fútbol en Uruguay (1/1)  | 1954       | 1953           |
| Quinta categoría de fútbol en Uruguay (1)    | 1952       |                |

Fútbol femenino (union con club Cimarronas):
- Ascenso a primera división 2022  
(aporte a selección Uruguaya)

### Otras Disciplinas
Balonmano:
- campeón del Torneo Preparación de handball femenino de la Liga Universitaria de Deportes 2019

Basquetbol:
- Campeón ascenso liga acb amateur 2022

Hockey sobre patines:
- Campeón del apertura 2016
- Campeón Uruguayo 2016

Boxeo:
- Campeón Uruguayo 2022 Alejandro Bottino (medalla de plata Juegos ODESUR 2022)

- Segunda División Profesional (2): 1969, 1995
- Divisional Intermedia (2): 1960, 1967
- Divisional Extra "A" (1): 1954
- Divisional Extra "B" (1): 1952

### Torneos amistosos (1)
- Trofeo de la Sal (1): 1973.

#### Participación en torneos internacionales oficiales
- Copa Conmebol (1): 1998 (Cuartos de Final)

## Estadísticas en competiciones internacionales

### Por competencia
| Torneo        | TJ | PJ | PG | PE | PP | GF | GC | DG | Puntos |
| ------------- | -- | -- | -- | -- | -- | -- | -- | -- | ------ |
| Copa Conmebol | 1  | 4  | 1  | 1  | 2  | 6  | 6  | 0  | 4      |
| Total         | 1  | 4  | 1  | 1  | 2  | 6  | 6  | 0  | 4      |

Resultados
| # | Fecha                | Ciudad     | Competencia        | Local           |                      | Resultado |                      | Visitante       |
| - | -------------------- | ---------- | ------------------ | --------------- | -------------------- | --------- | -------------------- | --------------- |
| 1 | 18 de julio de 1998  | Montevideo | Copa Conmebol 1998 | Huracán Buceo   |                      | 0:0       | Bandera de Uruguay   | River Plate     |
| 2 | 26 de julio de 1998  | Montevideo | Copa Conmebol 1998 | River Plate     | Bandera de Uruguay   | 1:4       |                      | Huracán Buceo   |
| 3 | 5 de agosto de 1998  | Montevideo | Copa Conmebol 1998 | Huracán Buceo   |                      | 2:3       | Bandera de Argentina | Rosario Central |
| 4 | 11 de agosto de 1998 | Rosario    | Copa Conmebol 1998 | Rosario Central | Bandera de Argentina | 2:0       |                      | Huracán Buceo   |